# Eseuri (Montaigne)
Eseuri este o carte de Montaigne.

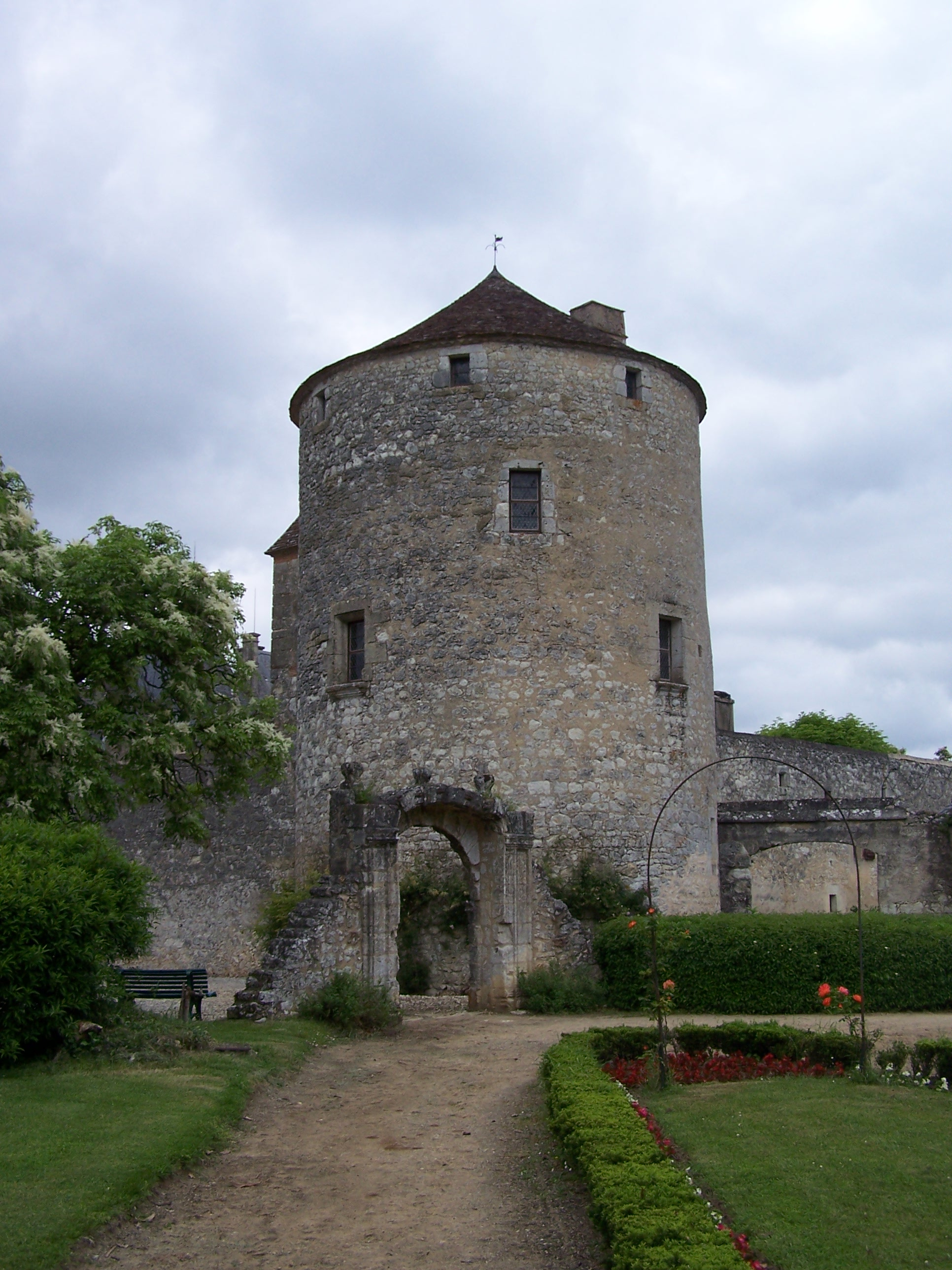
Autorul, născut într-o familie prosperă, a avut o bibliotecă în acest turn la etajul 2.

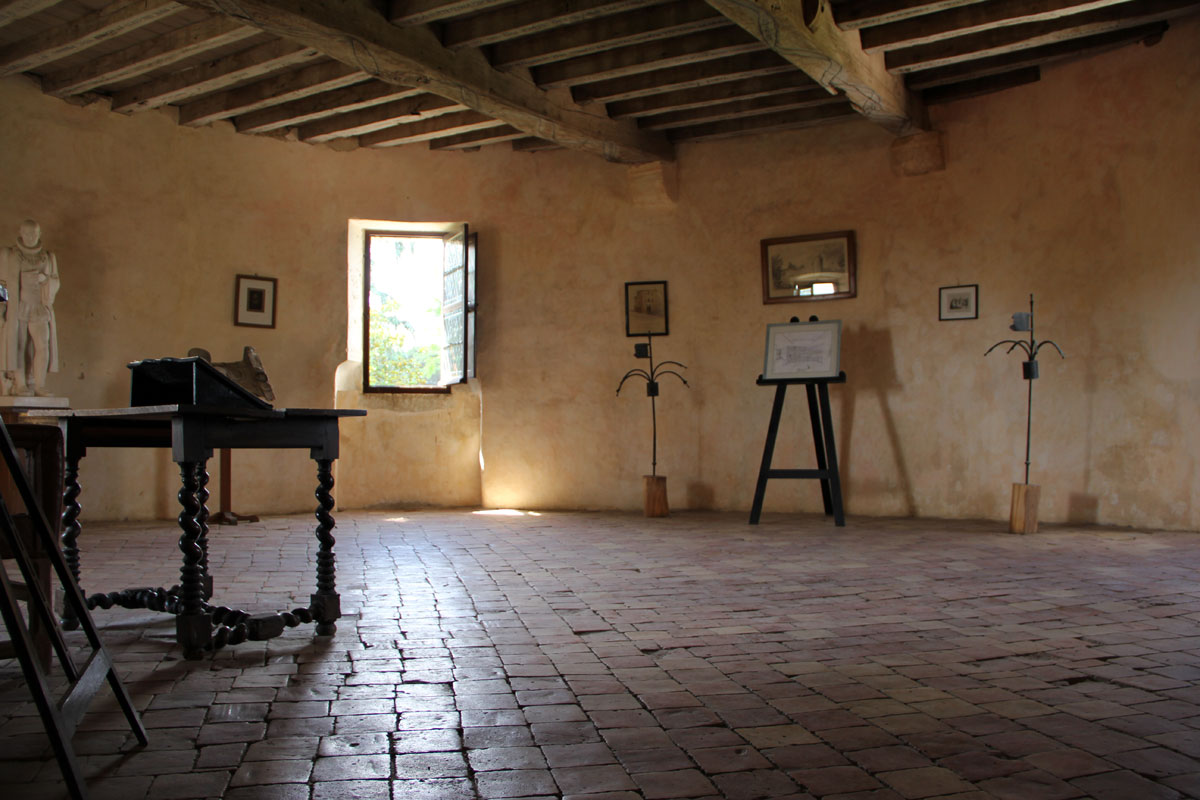
Vedere interioară a biroului de la etajul 2, unde autorul pășea atunci când dicta sau se gândea.

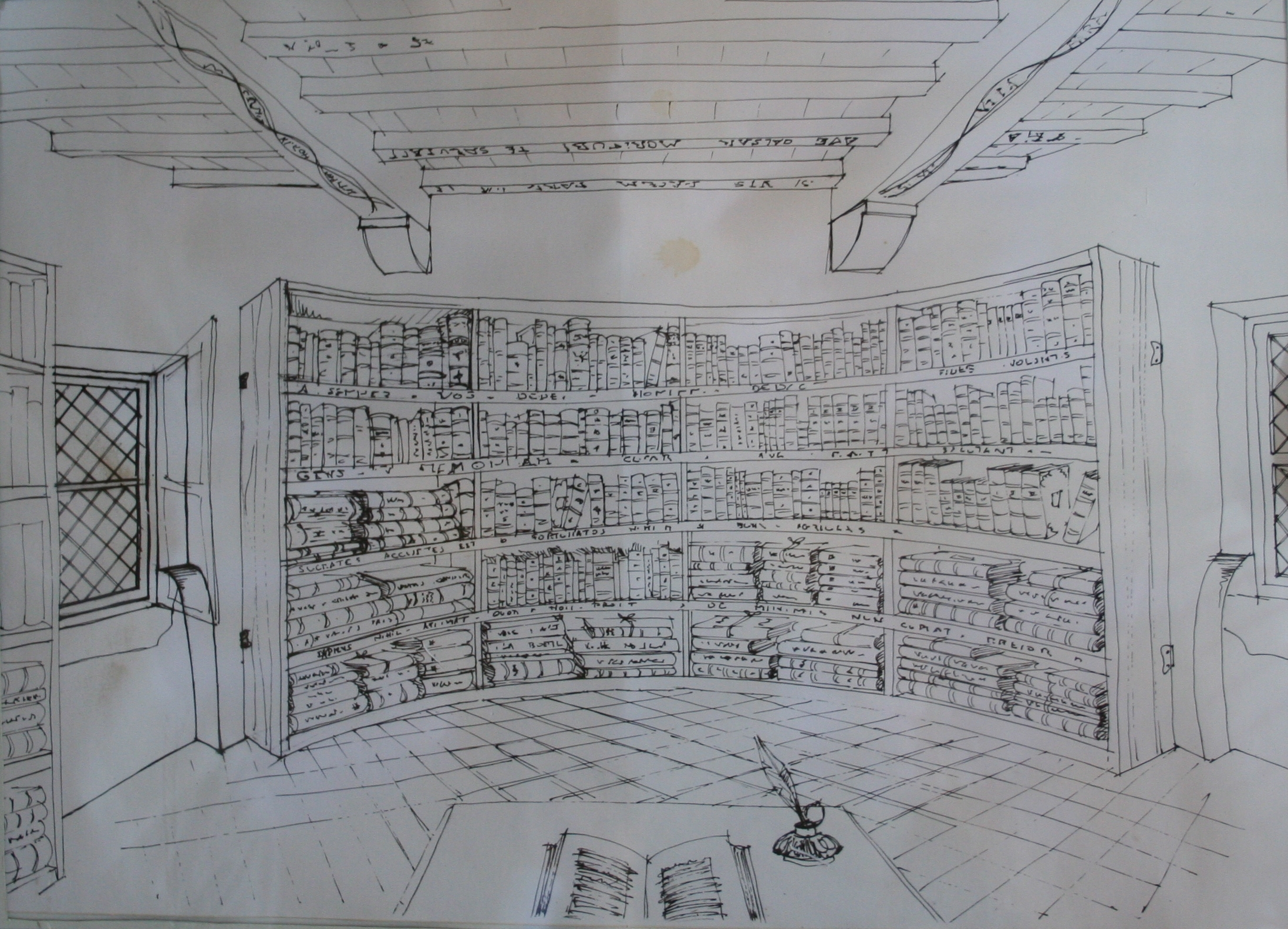
Schița bibliotecii de pe unul din pereții turnului. Fereastra din stânga este acceași cu cea din imaginea de mai sus.

Eseurile sunt o culegere de reflecții, în care autorul își pune judecata la încercare (fr. essai de jugement, en. trial of judgement) pe diferite subiecte:
„ Judecă cu ochiul rațiunii, nu după părerea generală.”
Autorul susține că este preferabil să judecăm în concordanță cu natura interioară, contrar metodei scolastice, și ajunge la concluzia că asta este o condiție necesară dar nu suficientă pentru a judeca bine.
„ Dacă public și îmi admit imperfecțiunile, cineva va învăța să se teamă de ele. ”

## Publicare și impact
Volumele 1 (1580), 2 (1580), și 3 (1588) au fost publicate pentru prima dată la Bordeaux. Toate trei au fost re-publicate în 1595 la Paris. 
Lucrarea a contribuit la curentul de gândire umanist din Renaștere, care a căutat să reinspire încrederea în judecata proprie a omului. Natura „căzută” a omului este privită cu neîncredere în tradiția creștină și cartea a fost pusă la indexul cărților interzise de Biserica Catolică în 1676. 
A influențat, între alții, pe Voltaire care descrie în Candid cum personajul cu același nume trece prin încercări ale vieții care îi pun judecata la încercare, și îl fac să renunțe în final la filosofia scolasticului Pangloss. Cartea continuă să aibă un impact puternic, cititorii fiind invitați să gândească în același fel despre subiectele care îi preocupă și, dacă nu pot ajunge la o concluzie, să nu pretindă, așa cum fac scolasticii, că au întotdeauna răspunsul corect.  
„ Principalul nostru talent este că știm să ne adaptăm la diferite condiții.”

## Formă
Forma literară fluidă a eseurilor este o inovație a autorului. Ca și o culegere de scrisori sau de exerciții matematice, nu este necesar ca eseurile să fie citite toate sau într-o anumită ordine. Ele clarifică gradual intenția și metoda autorului.
„ Aceasta este singura carte din specia ei, iar scopul ei este deopotrivă nebunesc și extravagant. ”
Subiectele propuse pentru abordare sunt întotdeauna specifice și ilustrate cu numeroase exemple, pentru ca cititorul să înțeleagă cât mai bine punctul de vedere al autorului. Exemplele sunt date de experiențe proprii sau de citate din poeți, istorici, sau filosofi din extinsa cultură a autorului .
„ Știu mai bine ce este omul, decât ce înseamnă Animal sau Mortal sau Rațional. ”
„ Toate judecățile generale sunt slabe și imperfecte. ”
Subiectele alese, de obicei despre om și mai rar despre societate, sunt aspectul cel mai puțin important. Deși subiectele sunt foarte variate, punctele de vedere ale autorului exprimă o viziune coerentă.  
„ Nici o atenție nu trebuie dată subiectului, doar formei pe care i-o dau. ”
„ Diversitatea evenimentelor umane ne prezintă infinite exemple de toate formele. ”
„ Cele mai obișnuite și banale evenimente … ne dau cele mai minunate exemple, mai ales în privința relațiilor umane. ”

## Stil
Stilul este neafectat, simplu, concis. Autorul consideră că argumentele trebuie să fie clare, directe, la obiect, “cu argumente bune și solide la început"
„ Vreau să fiu scurt, dar devin obscur  ”
în contrast pronunțat cu cel formal al scolasticii, cu metodele artificiale ale logicienilor scolastici și sofiștilor din Antichitate, un simbol al cunoașterii inutile și false 
„ Cine a ajuns vreodată la întelegere prin logică? ”
„ Elocvența este dăunătoare subiectului atunci când atrage atenția asupra ei. ”
Autorul sublinează importanța unui astfel de stil, care este mai mult decât o preferință personală:
„ Aud pe unii scuzându-se pentru inabilitatea de a se exprima, pretinzând că au capul plin de lucruri bune pe care nu le pot pune în evidență din cauza lipsei de elocvență. Asta este o iluzie … Sunt umbre proiectate pe mințile lor de idei formate pe jumătate pe care ei nu le pot deznoda și clarifica în interior, și prin urmare nu le pot exprima în exterior; ei nu se înțeleg pe ei însiși. Uitați-vă la ei bâlbâindu-se … și veți vedea că strădaniile lor nu sunt la stagiul de naștere, ci la cel de concepție. ”
Eseurile au influențat în special literatura în Franța, unde un stil succinct și neafectat este apreciat, iar digresiunile unei lucrări exhaustive sau, mai ales, folosind artificii retorice sunt descurajate.
„ Nimic nu este mai strain stilului meu decât o narațiune extinsă. ”
„ Cât de profund, dar nu cât de cuprinzător pot. ”

## Învățătura în metoda scolastică
Motivația autorului este proliferarea metodelor scolastice formale de gândire în conversațiile dintre oameni. El constată că educația scolastică este falsă și dăunătoare, pentru că imprimă prejudecăți și impune concluzii negândite. Este o educație inutilă pentru cei capabili în mod natural să judece singuri.
„ Unele învățături doar ne obstrucționează și ne împovărează în loc să ne hrănească; iar altele ne otrăvesc pretinzând că ne vindecă. ”
O aviditate necontrolată pentru cunoaștere și convingerea că utilitatea unui subiect este proporțională cu mărimea acestuia, în grandioase sisteme de organizare și clasificare duce la oameni care: 
„ Excelează la nimic […] au auzit oameni cu înțelegere afirmând că colegiile la care sunt trimiși – care sunt atât de numeroase –  îi transformă în aceste brute. ”
Este subliniată pretenția dogmatică a scolasticii, care ia locul cunoașterii autentice și utile:
„ [Cunoașterea] apare deopotrivă inutilă și dăunătoare într-un recipient deficitar. Vezi cum se consumă și se amăgesc pe ei însiși.”
„ Oamenii se umflă cu vânt, și sar de aici - acolo, ca niște mingi. ”

## Teste de judecată
Autorul susține un model de educație “just și natural”, fără violență , care să formeze intelectul mai curând decât să îl umple de cunoștințe inutile, să impulsioneze oamenii să își pună judecata la încercare, să suporte și să promoveze inclinațiile naturale, și să formeze “judecata și caracterul”, o educație “care să le fie de folos si care să îi ajute”, întotdeauna clarificând la început care este scopul și utilitatea subiectului, înaintea unui studiu mai aprofundat.
„ Înclinațiile naturale sunt ajutate și consolidate de educație, dar sunt rareori schimbate sau depășite. ”
Deficiențele metodei scolastice pot fi puse în evidență prin teste de judecată. Folosind metoda propusă, autorul ajunge la concluzii diferite de cele ale scolasticilor.
Testele de judecată în care autorul “constată” sunt făcute fără prejudecată sau părtinire, 
„Trebuie să îți folosești judecata proprie. .”
în mod autentic
„ Nu este necesar ca întotdeauna să spui totul, pentru că asta ar fi o neghiobie, dar ce spunem trebuie să fie ce gândim, altceva este o răutate. ”
„ Trebuie să i se explice că admiterea oricărei greșeli pe care a găsit-o în ce a spus, chiar dacă nimeni altul nu a observat-o, este un act de bună judecată și sinceritate […] că încăpățânarea si gâlceava sunt trăsături comune, care sunt de obicei găsite în cele mai meschine minți. ”
Astfel, îi poate surprinde uneori pe alții cunoscându-i mai bine decât se cunosc ei însiși, pentru că ei nu încearcă să înțeleagă, așa cum face autorul, de ce fac anumite lucruri
„ … puține lucruri din jurul meu să îmi scapă, fie ele fețe, stări, sau vorbe care au legătură cu subiectul.”

## Natura interioară
A trăi în concordanță cu natura este o idee din antichitate . Autorul reafirmă legătura dintre “gândește pentru tine” urmând natura interioară și preceptul antic “cunoaște-te pe tine însuți” de la templul lui Apollo. 
„ Am adoptat în mod simplu și grosolan pentru uzul propriu acea regulă din antichitate, conform căreia nu putem greși urmând natura, și că preceptul suprem este să ne conformăm ei. ”
În contrast, filosofia scolastică 
„ … predică că un mariaj al divinului cu pământescul este nenatural. ”
Astfel, firea autorului se dezvăluie treptat prin punctele de vedere pe care le susține:
- Nu are vanitate, o condiție necesară pentru judecata fără părtinire. Vanitatea o consideră o eroare de judecată, care rezultă din aroganță, deși recunoaște că este “o anume artă în a distinge o față binevoitoare de cea a unui nătâng.” [29]

„ “nu este bine să ne urcăm pe picioroange, pentru că chiar și atunci tot cu picioarele noastre mergem…” ”
„ Când mă joc cu pisica mea, cine poate să știe dacă ea se amuză cu mine sau eu cu ea? ”
- Consideră cruzimea cel mai mare viciu și are o compasiune naturală puternică. Nu caută dar nici nu evită plăcerea atât timp cât este naturală, care poate fi disprețuită doar din “prostie sălbatică”.

- Are o fire sociabilă care a preferat compania bărbaților talentați și a femeilor „frumoase si oneste” cărților. [32]

- Femeile pot fi cucerite pentru că au o slăbiciune pentru vanitate, dar autorul nu recomandă asta pentru că ele își vor juca atunci doar un rol într-o farsă pe care o înțeleg. În același timp,

„ Mi se pare, nu știu de ce, că femeile nu trebuie sa aibă nici un caz autoritate asupra bărbaților, în afară de cea naturală a mamei, cu excepția dreptului de a pedepsi pe cei care, într-o stare de spirit febrilă, s-au supus lor de bunăvoie. ”

## Limitele propriei înțelegeri

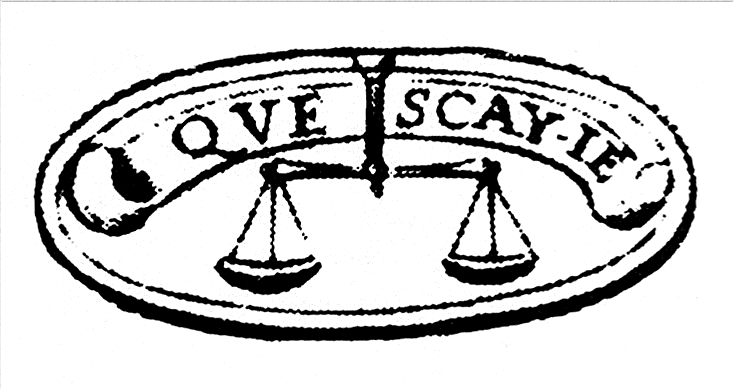
Motto-ul lui Montaigne „Ce știu?” cu o balanță.

Autorul nu este întotdeauna satisfăcut de rezultatul testelor de judecată urmând această metodă. Găsește că omul este un subiect mai complicat decât poate fi sumarizat în regulile generale  
„ în studiile mele, având ca subiect omul, găsesc o varietate extremă de opinii, un labirint complicat de dificultăți, una peste cealaltă, și o mare incertitudine și diversitate chiar și în școala înțelepciunii [filosofia]. ”
„ Nici da, nici nu nu sună clar în inima mea." .”
Nu este un scepticism filosofic generalizat, pentru că autorul nu se referă la imposibilitatea de a soluționa o problemă în principiu, doar în inabilitatea lui personală de a ajunge uneori la o concluzie. 
„ … lucrările acelor minți bogate și mari ale unor timpuri trecute sunt mult peste cele mai extinse închipuiri și speranțe ale mele.”
Spre deosebire de scolastici nu îi este teamă să scrie “Nu știu” 
„ a-și recunoaște ignoranța proprie este unul din cele mai bune și sigure semne de discernământ pe care le știu. ”
și, atunci când trebuie să se mulțumească cu o concluzie parțială, ramâne deschis la posibilitatea de a fi făcut o greșeală, fără să obțină false certitudini
„ A condamna ceea ce nu întelegem este o prezumție periculoasă și gravă care demonstrează o absurdă temeritate. ”

## Despre societate
Preceptele de a urma natura interioară și recunoașterea limitelor interioare inspiră opiniile despre societate ale autorului. 
- Omul poate să fie complet organizat în viața personală, ceea ce poate fi chiar o virtute, dar omul în societate este în mod necesar “călăuzit de șansă” [40]

„ Greșim […] când pretindem pentru propria conduită mai mult decât îi aparține de drept. ”
- Autorul a putut să se retragă la domeniul personal și să se detașeze de griji atunci când a dorit, dar el recunoaște cu empatia caracteristică că

„ Drumul este abrupt când ești prins de lucruri rele. ”
„ Necesitatea este o învățătoare violentă. ”
- Războiul religios din acea perioadă în Franța, pe care îl consideră “un război nenatural” [44], îl afectează direct. Ideile Protestantismului "contemplative și imateriale" [45] nu îl atrag. Rămâne catolic dar mentine relații bune cu vecinii lui, în majoritate protestanți.

„ Opinii supraceleste și comportament subteran sunt două lucruri pe care le-am găsit întotdeauna potrivindu-se bine împreună. ”
- Preferă istoria care include detaliile personale ale participanților, pentru a putea să judece mai bine contextul și să înțeleagă motivațiile deciziilor luate. A fost prezent la curtea regelui Franței pentru o perioadă și a fost primarul orașului Bordeaux, dar nu a fost impresionat în mod deosebit de oamenii din administrație, care îi amintesc de

„ … maimuțele care se cațără sus într-un copac din ramură în ramură, până când ajung în vârf, de unde își arată fundul. ”
- Nu are o părere favorabilă despre sistemul juridic pe care l-a cunoscut ca avocat “plin de contradicții și erori” [48], despre doctori, care nu l-au putut ajuta cu piatra la rinichi de care suferea, și nu este interesat de studiul fenomenelor naturale.